# Kallima paralekta
Bướm lá Ấn Độ (danh pháp khoa học: Kallima paralekta) là một loài bướm ngày trong họ Nymphalidae. Loài này được tìm thấy ở Indonesia (từ Java về phía nam).

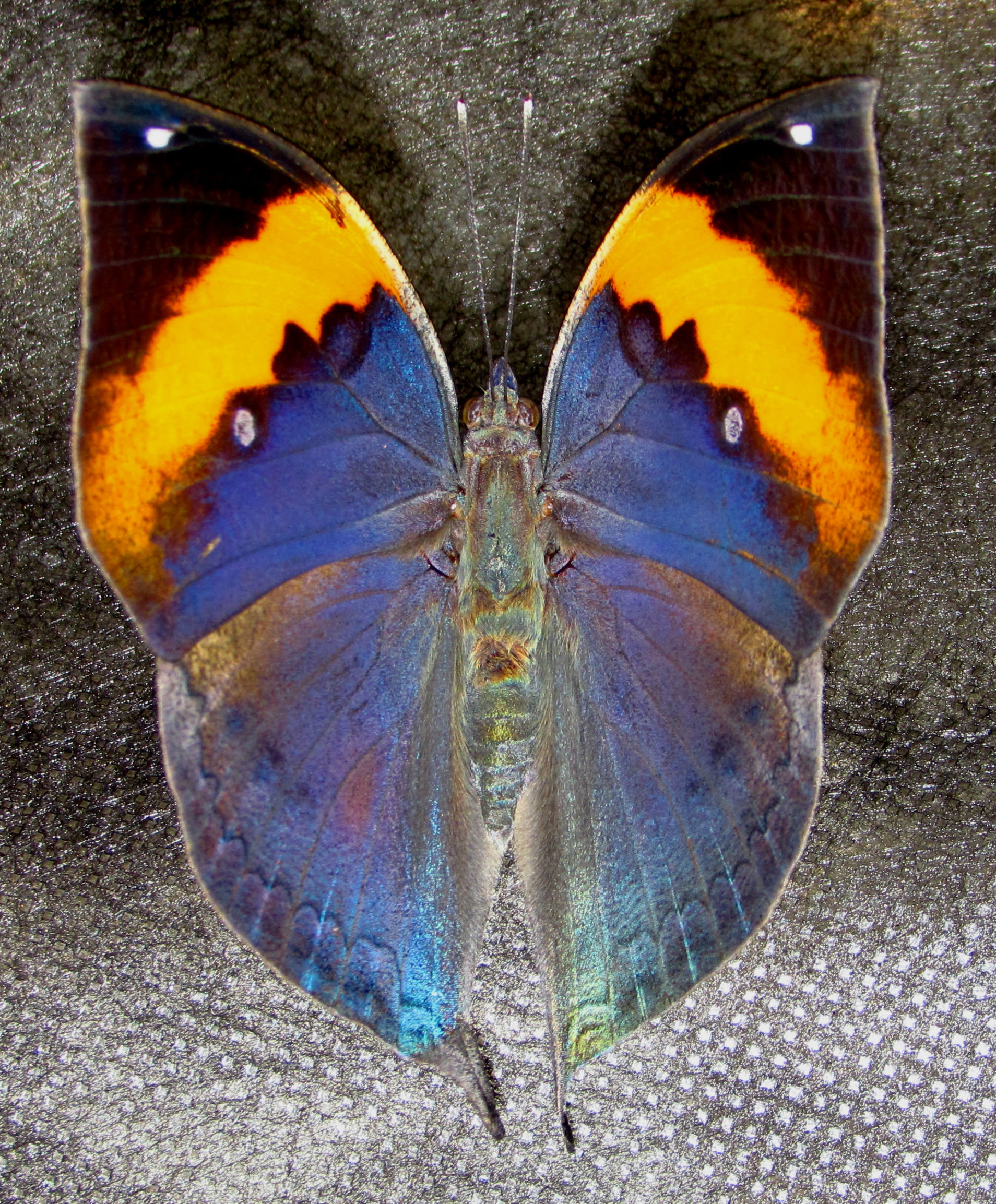
Con đực, nhìn phía trên

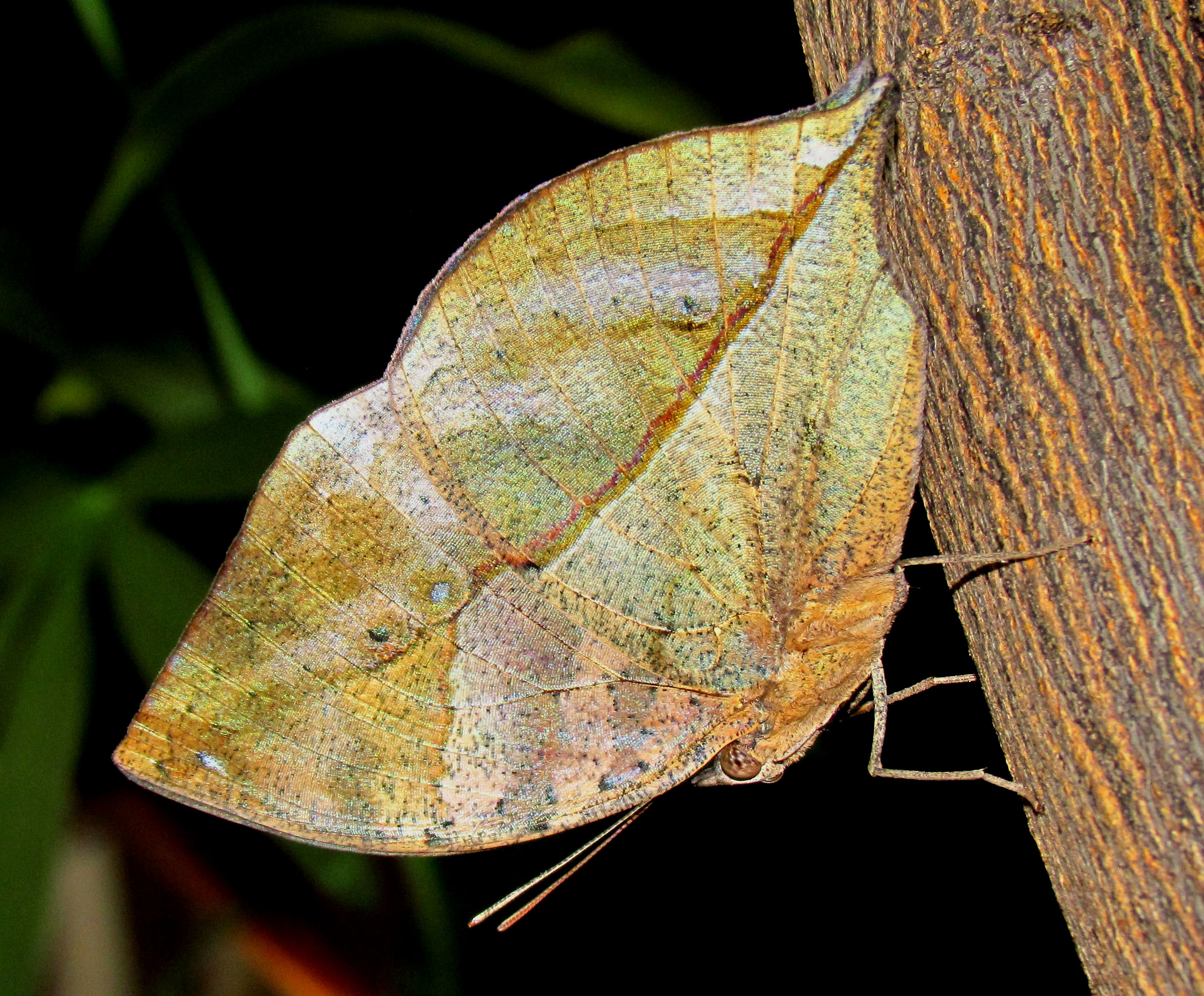
Phía dưới

Ấu trùng ăn các loài Strobilanthes và Pseuderanthemum.

## Phân loài
- Kallima paralekta paralekta (Java)
- Kallima paralekta tribonia Fruhstorfer (Sumatra)

## Hình ảnh

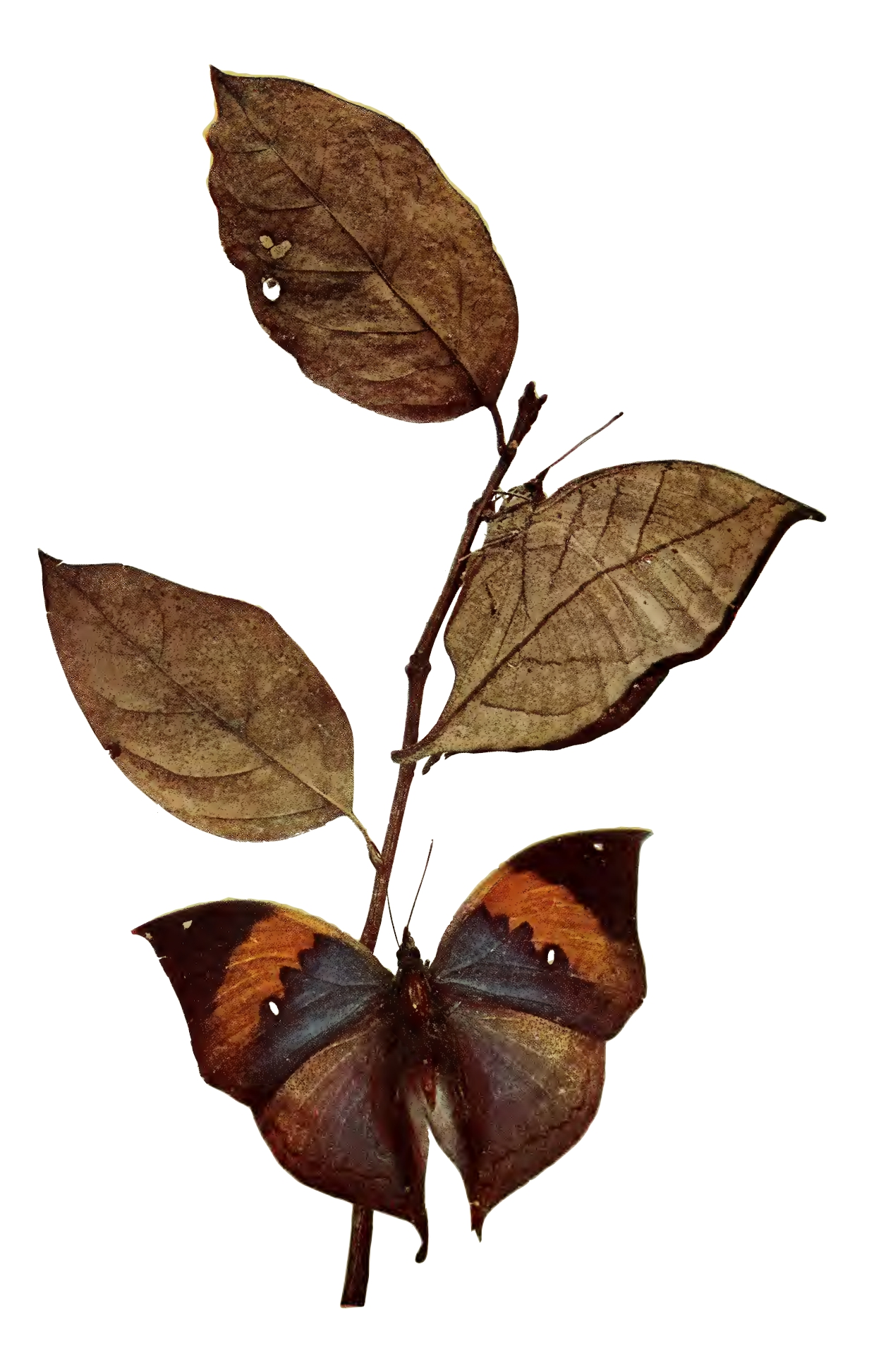
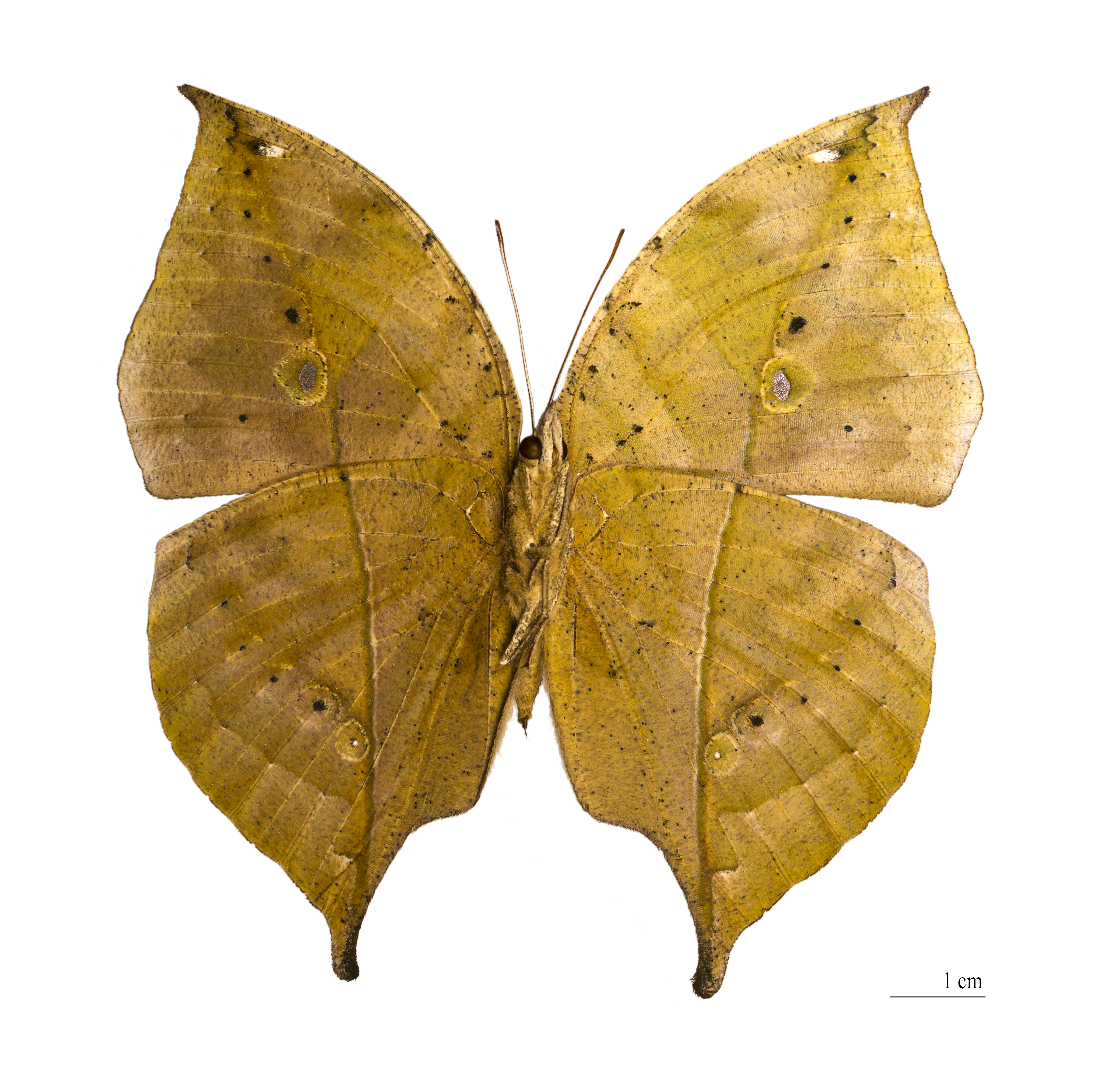
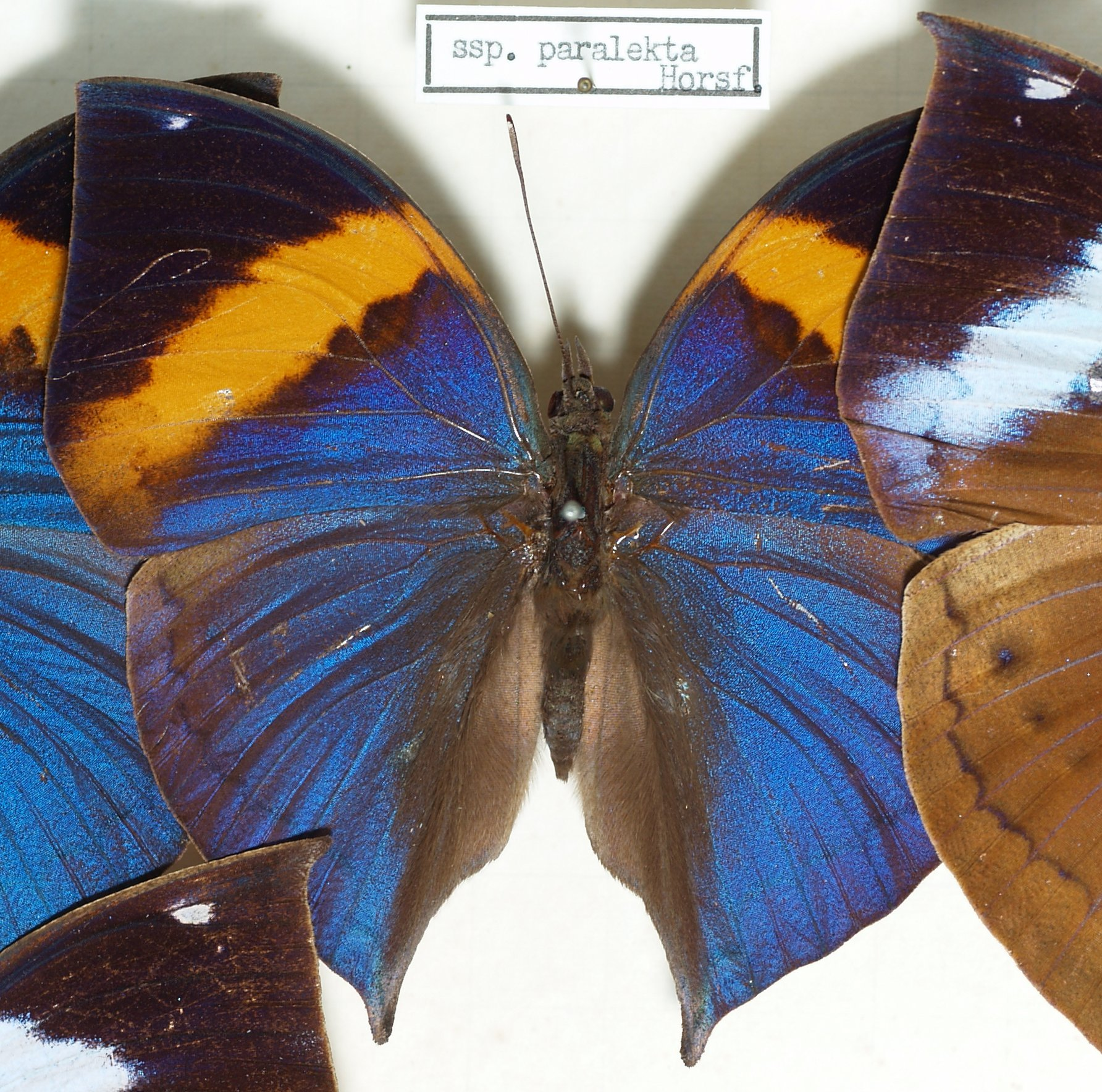